# Sardón de los Álamos
Sardón de los Álamos es una entidad de población española del municipio de Villar de Peralonso, perteneciente a la provincia de Salamanca, en la comunidad autónoma de Castilla y León.

## Historia
Hacia mediados del siglo XIX, el lugar, una aldea ya por entonces perteneciente al municipio de Villar de Peralonso, tenía contabilizada una población de 21 habitantes. Aparece descrito en el decimotercer volumen del Diccionario geográfico-estadístico-histórico de España y sus posesiones de Ultramar de Pascual Madoz con las siguientes palabras:

SARDON DE LOS ALAMOS: ald. en la prov. de Salamanca, part. jud. de Ledesma, térm. municipal de Villar de Pedro Alonso. pobl.: 5 vec., 21 alm.
(Madoz, 1849, p. 861)

En 2023, la entidad singular de población de Sardón de los Álamos tenía empadronados 2 habitantes, ambos en diseminado.